# Thera ulicata
Thera ulicata är en fjärilsart som beskrevs av Jules Pièrre Rambur 1834. Thera ulicata ingår i släktet Thera och familjen mätare. Inga underarter finns listade i Catalogue of Life.